# Meubelmakerijmuseum
Het Meubelmakerijmuseum (Musée rural de la menuiserie d'autrefois) is een particulier museum in de tot de Henegouwse gemeente Komen-Waasten behorende plaats Ploegsteert.
Het museum werd ingericht door Marcel Leplat, die meubelmaker was en na zijn pensionering, in 1996, zijn verzameling meubelmakersgereedschap, aangevuld met tal van geschonken voorwerpen, werd deze collectie in 2005 voor het publiek opengesteld.
Het familiebedrijf startte in 1890. In 1958 werd nog een nieuwe werkplaats ingericht, maar de concurrentie deed zich gevoelen en in 1969 werd hij vertegenwoordiger van een keukenfabrikant.